# باغبان بهشت
باغبان بهشت (انگلیسی: Gardener of Eden) یک فیلم کمدی-درام آمریکایی به کارگردانی کوین کانلی است که در سال ۲۰۰۷ منتشر شد.
این فیلم برای اولین بار در جشنواره فیلم ترایبکا به نمایش درآمد و اولین کارگردانی کانلی بود. این فیلم توسط دوستش لئوناردو دی‌کاپریو تولید شد.

## داستان
مرد جوانی که در مسیر اشتباه است، وقتی یک متجاوز سریالی را دستگیر می‌کند، ناگهان هدف و عشق پیدا را می‌کند.

## بازیگران
- لوکاس هاس
- اریکا کریستنسن
- جووانی ریبیسی
- جری فرارا
- جان آبراهامز
- دیوید پاتریک کلی
- جیمز پارسونز
- اوری فیفر